# سلفادور مارتينيز
سلفادور مارتينيز (بالإسبانية: Salvador Martínez Cubells)‏ (و. 1845 – 1914 م) هو رسام إسباني، ولد في بلنسية، توفي في مدريد، عن عمر يناهز 69 عاماً.

## جوائز
حصل على جوائز منها:
- نيشان الفنون والآداب من رتبة قائد (17 يناير 2013)[4]
- جائزة المنافسة العامة  [لغات أخرى]‏ (1946)